# 한국통합생물학회
한국통합생물학회(구. 한국동물학회)는 1945년 12월 국내에서 생물학 관련 학회로 처음 발족된 조선생물학회로부터 출발하였다.

## 연혁
조선생물학회 초대 회장에는 도봉섭 선생이 취임하였다. 2대에서 5대까지(1946년∼1949년) 정태현 선생이 회장직을 맡았으며 1950년 한국전쟁으로 잠시 중단되었다가 1951년 부산에서 우장춘 선생이 6대 회장이 되었으며, 이때 조선생물학회를 대한생물학회로 개칭하였다.7대~11대(1952년∼1956년)는 김호직 선생이 회장직을 맡았고 1956년에 처음으로 생물학 회보(Korean Journal of Biology) 창간호가 발간되었다. 이 후 1957년 대한생물학회가 한국생물과학협회로 확대 개편되면서 그 산하에 한국동물학회와 한국식물학회를 두게 되었다. 한국동물학회는 2009년까지 꾸준히 발전해 오다가, 시대적 흐름을 반영하고 회원의 의견을 수렴하여 2009년 12월 한국통합생물학회로 이름을 바꾸어 오늘에 이르게 되었다.

## 같이 보기
- 한국미생물학회